# Tom van Endert
Tom van Endert (* 1968 in Münster) ist ein deutscher Verleger, Musiker  und Schriftsteller.

## Leben und Wirken
Tom van Endert verlebte seine Jugend im Münsterland, wo er schon als Teenager diverse Bands gründete. Mit der Band cucumber lounge orchestra nahm er von 1995 bis 2013 fünf Alben auf.
Während seines Studiums der Archäologie gründete er gemeinsam mit Johannes Monse das Verlagshaus Monsenstein und Vannerdat, aus dem später die gleichnamige Verlagsgruppe entstand, die als weitere Verlage den Prospero Verlag, den Oktober Verlag und die Edition Monsenstein und Vannerdat sowie Dienstleistungen für Selbstpublikationen unter den Labels ruckzuckbuch.de, Edition Octopus und hochschulverlage.de vereinte. Die Edition Monsenstein und Vannerdat  begründete er als technische Buchedition mit einem eigenen Werk über russische Motorräder, welches innerhalb der Motorradszene als Standardwerk angesehen wird. Seinem Buch folgten zahlreiche preisgekrönte Titel anderer Autoren, darunter Hasselblad – Das Fotoerlebnis (Auswahltitel Deutscher Fotobuchpreis). Am 1. November 2016 stellte das Verlagshaus den Betrieb ein, und Tom van Endert als der eine von beiden Geschäftsführern hat in der Folge lediglich das ehemalige Verlagssegment Edition Monsenstein und Vannerdat samt Autoren und bis dahin erschienenen Titeln in seinen neuen Karren-Verlag überführt, der sich mit seinen Neuerscheinungen nun jedoch ausschließlich auf das Feld als Verlag für kraftfahrzeughistorische Literatur spezialisiert.

## Bibliografie

### Sachbuch
- Mit Hammer und Schlüssel – Über Sinn und Unsinn ein russisches Motorrad zu fahren, Monsenstein und Vannerdat, 2003 (6. Aufl. 2009), ISBN 978-3-938568-76-7.
- Das Books on Demand Handbuch, Edition Octopus, Münster 2001 (Version 10, 2015), ISBN 978-3-935363-61-7.

### Übersetzungen
- Marshall Everett: Die Geschichte des Untergangs der RMS Titanic – Die größte Katastrophe auf See. Monsenstein und Vannerdat, 2012, ISBN 978-3-942153-06-5
- Giorgio Bettinelli (1955–2008): Auf der Vespa von Rom nach Saigon. Monsenstein & Vannerdat, Münster 2016. ISBN  	978-3-942153-28-7

## Diskografie
- Cucumber Lounge Orchestra: Durst im Alltag, Münster 1995
- Cucumber Lounge Orchestra: Die Leere der Regelmäßigkeit, Münster 1999
- Cucumber Lounge Orchestra: CLO, Münster 2002
- Cucumber Lounge Orchestra: Maggie's Pharm, Essen 2005
- Cucumber Lounge Orchestra: Geheimrat Milchfinger, Essen 2013